# Doença aguda
As doenças agudas são aquelas que têm um curso acelerado, terminando com convalescença ou morte em menos de três meses.

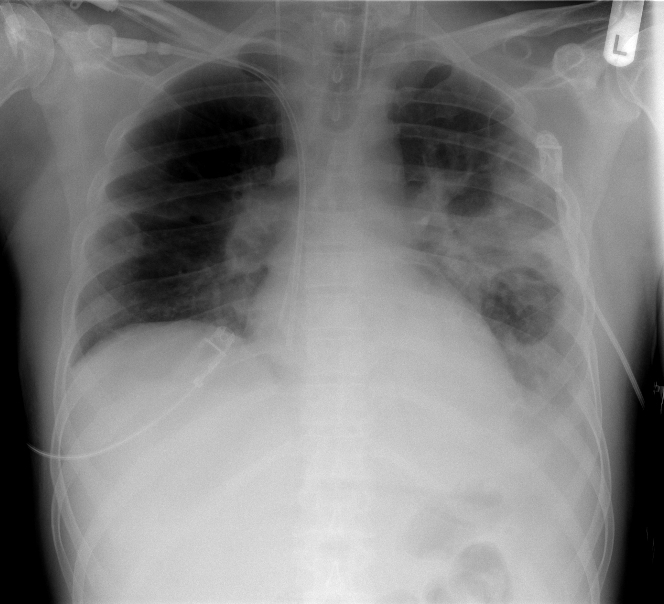
Raio X de pulmões acometidos por pneumonia aguda.

A maioria das doenças agudas caracteriza-se em várias fases. O inicio dos sintomas pode ser abrupto ou insidioso, seguindo-se uma fase de deterioração até um máximo de sintomas e danos, fase de plateau, com manutenção dos sintomas e possivelmente novos picos, uma longa recuperação com desaparecimento gradual dos sintomas, e a convalescência, em que já não há sintomas específicos da doença mas o indivíduo ainda não recuperou totalmente as suas forças. A fase de recuperação podem ocorrer as recrudescências, que são exacerbamentos dos sintomas de volta a um máximo ou plateau, e na fase de convalescência as recaídas, devido à presença continuada do factor desencadeante e do estado debilitado do indivíduo, além de (novas) infecções.
As doenças agudas distinguem-se dos episódios agudos das doenças crónicas, que são exacerbação de sintomas normalmente menos intensos nessas condições.

## Exemplos de doenças agudas
- A maioria das infecções por vírus, bactérias, como por exemplo Constipação/Resfriado, gripe, infecções gastrointestinais, pneumonia, meningite.
- Trauma físico
- Infartes, hemorragias e outras condições cardiovasculares.